# قصی ابوعالیه
قصی ابوعالیه (انگلیسی: Qusai Abu Alieh؛ زادهٔ ۲۰ دسامبر ۱۹۷۸) بازیکن فوتبال اهل اردن بود.
از باشگاه‌هایی که در آن بازی کرده است می‌توان به باشگاه ورزشی الفیصلی و باشگاه فوتبال الجزیره (امان) اشاره کرد.
وی همچنین در تیم ملی فوتبال اردن بازی کرده است.